# Nice-14 (tổng)
Tổng Nice-14 là một tổng của Pháp. Tổng này nằm ở tỉnh Alpes-Maritimes trong vùng Provence-Alpes-Côte d’Azur.

## Các đơn vị hành chính
Tổng Nice-14 bao gồm một phần của xã:
- Nice (một phần)

Các khu phố của Nice bao gồm trong tổng này:
- l'Arenas
- Aéroport et lycée hôtelier
- Saint-Augustin
- Moulins
- Sainte-Marguerite
- Saint Isidore

## Lịch sử
| Ngày bầu cử | Tên                     | Đảng             | Tư cách                      |
| ----------- | ----------------------- | ---------------- | ---------------------------- |
|             |                         |                  |                              |
| 1985        | M. Antoine Martin       | Tập hợp cộng hòa |                              |
| 1992        | Mme Marie-Jeanne Murcia | UDF              | Ủy viên đô thị Nice          |
| 1992        | M. Jacques Peyrat       | FN               |                              |
| 1998        | M. Paul Cuturello       | PS               | Ủy viên hội đồng đô thị Nice |
| 2004        | M. Paul Cuturello       | PS               | Ủy viên hội đồng đô thị Nice |

1. ↑  Qua đời khi đang tại chức ngày 2 tháng 12 năm 1991
2. ↑  Elue difficilement contre Jacques Peyrat après une cantonale partielle les 16 et 23 février 1992

## Biến động dân số
| 1882                                         | 1926 | 1962 | 1968 | 1975 | 1982 | 1990 | 1999   |
|                                              |      |      |      |      |      |      | 26 428 |
| -------------------------------------------- | ---- | ---- | ---- | ---- | ---- | ---- | ------ |
| Số liệu từ năm 1990: Dân số không tính trùng |      |      |      |      |      |      |        |